# Kabinett Deve Gowda

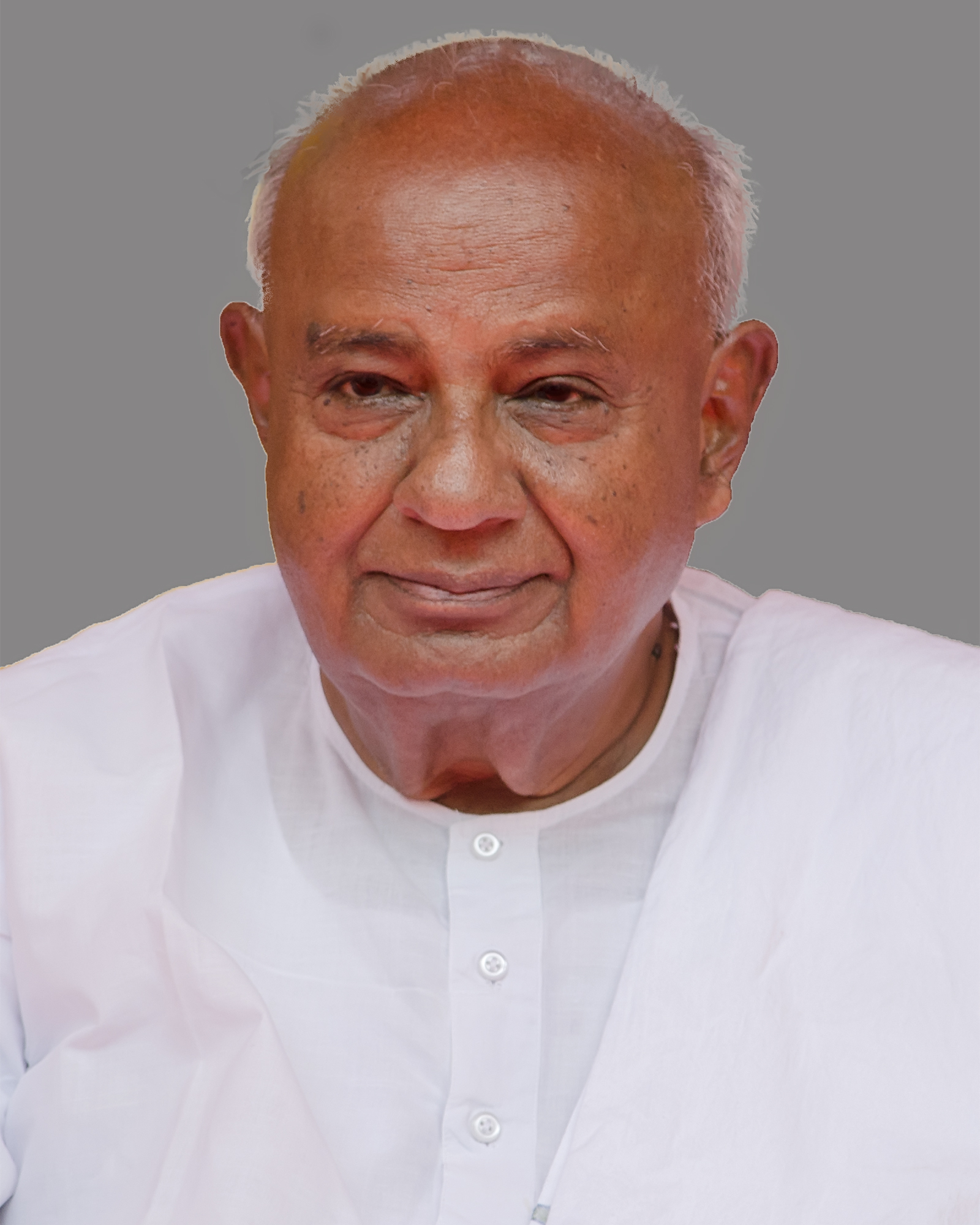
Premierminister H. D. Deve Gowda

Das Kabinett Deve Gowda wurde in Indien am 1. Juni 1996 durch Premierminister H. D. Deve Gowda von der Janata Dal (JD) gebildet. Es löste das Kabinett Vajpayee I ab und blieb bis zum 21. April 1997 im Amt, woraufhin es durch das Kabinett Gujral abgelöst wurde.
Bei der Parlamentswahl am 27. April, 2. und 7. Mai 1996 erhielt der Indische Nationalkongress (INC) zwar die meisten Stimmen, verlor aber 7,46 Prozentpunkte und stellte nur noch 140 der 545 Abgeordnete. Aufgrund des Wahlrechts wurde die Bharatiya Janata Party (BJP), die fast 30 Millionen Stimmen weniger als der INC hatte, mit 161 Mandaten jedoch stärkste Fraktion in der Lok Sabha. Die Janata Dal (JD) kam auf 46 Parlamentarier und blieb drittstärkste Kraft. Nachdem der bisherige Premierminister P. V. Narasimha Rao als erster Regierungschef Indiens deswegen wegen Bestechung in einem Strafverfahren verurteilt und daraufhin am 16. Mai 1996 in einem Misstrauensvotum gestürzt worden war, der BJP-Politiker Atal Bihari Vajpayee am 16. Mai 1991 eine Minderheitsregierung. Da er jedoch keine Mehrheit für seine Regierung fand, reichte Vajpayee bereits nach knapp zweiwöchiger Amtszeit am 1. Juni 1996 wieder seinen Rücktritt ein. Da letztlich keine Partei eine klare Mehrheit stellen konnte, wurde Deve Gowda als überraschender Kompromisskandidat zum Premierminister einer Koalitionsregierung, der Minister aus JD, Tamil Maanila Congress (TMC), Samajwadi Party (SP), Communist Party of India (CPI), Telugu Desam Party (TDP), Dravida Munnetra Kazhagam (DMK), Asom Gana Parishad (AGP) sowie ein Parteiloser angehörten.

## Minister
Dem Kabinett gehörten folgende Minister an:
| Amt                                                         | Name                                    | Partei          | Beginn der Amtszeit        | Ende der Amtszeit            |
| ----------------------------------------------------------- | --------------------------------------- | --------------- | -------------------------- | ---------------------------- |
| Premierminister                                             | H. D. Deve Gowda                        | JD              | 1. Juni 1996               | 21. April 1997               |
| Minister für Wissenschaft und Technologie                   | H. D. Deve Gowda                        | JD              | 2. Juni 1996               | 28. Juni 1996                |
| Finanzminister und Minister für Unternehmensangelegenheiten | P. Chidambaram                          | TMC             | 1. Juni 1996               | 21. April 1997               |
| Minister für Recht und Justiz                               | P. Chidambaram                          | TMC             | 2. Juni 1996               | 28. Juni 1996                |
| Verteidigungsminister                                       | Mulayam Singh Yadav                     | SP              | 2. Juni 1996               | 21. April 1997               |
| Außenminister                                               | Inder Kumar Gujral                      | JD              | 2. Juni 1996               | 21. April 1997               |
| Minister für Wasserressourcen                               | Inder Kumar Gujral Janeshwar Mishra     | JD SP           | 2. Juni 1996 28. Juni 1996 | 28. Juni 1996 21. April 1997 |
| Innenminister                                               | H. D. Deve Gowda Indrajit Gupta         | JD CPI          | 2. Juni 1996 28. Juni 1996 | 28. Juni 1996 21. April 1997 |
| Landwirtschaftsminister                                     | H. D. Deve Gowda Chaturanan Mishra      | JD CPI          | 2. Juni 1996 28. Juni 1996 | 28. Juni 1996 21. April 1997 |
| Eisenbahnminister                                           | Ram Vilas Paswan                        | JD              | 2. Juni 1996               | 21. April 1997               |
| Minister für die Entwicklung menschlicher Ressourcen        | S. R. Bommai                            | JD              | 2. Juni 1996               | 21. April 1997               |
| Industrieminister                                           | Murasoli Maran                          | DMK             | 2. Juni 1996               | 21. April 1997               |
| Minister für Ernährung und zivile Versorgung                | Devendra Prasad Yadav                   | JD              | 2. Juni 1996               | 21. April 1997               |
| Minister für Verbraucherangelegenheiten und Verteilung      | Devendra Prasad Yadav                   | JD              | 2. Juni 1996               | 21. April 1997               |
| Handelsminister                                             | Devendra Prasad Yadav                   | JD              | 2. Juni 1996               | 28. Juni 1996                |
| Minister für Stadtentwicklung und Beschäftigung             | M. Arunachalam H. D. Deve Gowda         | TMC JD          | 2. Juni 1996 28. Juni 1996 | 28. Juni 1996 21. April 1997 |
| Arbeitsminister                                             | Balwant Singh Ramoowalia M. Arunachalam | Parteiloser TMC | 2. Juni 1996 28. Juni 1996 | 28. Juni 1996 21. April 1997 |
| Wohlfahrtsminister                                          | Balwant Singh Ramoowalia                | Parteiloser     | 2. Juni 1996               | 21. April 1997               |
| Minister für Zivilluftfahrt und Tourismus                   | C. M. Ibrahim                           | JD              | 2. Juni 1996               | 21. April 1997               |
| Minister für Information und Rundfunk                       | C. M. Ibrahim                           | JD              | 2. Juni 1996               | 21. April 1997               |
| Transportminister                                           | T. G. Venkatraman                       | DMK             | 2. Juni 1996               | 21. April 1997               |
| Minister für ländliche Entwicklung und Beschäftigung        | Kinjarapu Yerran Naidu                  | TDP             | 2. Juni 1996               | 21. April 1997               |
| Minister für parlamentarische Angelegenheiten               | Ram Vilas Paswan Srikant Kumar Jena     | JD              | 2. Juni 1996 28. Juni 1996 | 28. Juni 1996 21. April 1997 |
| Minister für Stahl und Bergbau                              | Birendra Prasad Baishya                 | AGP             | 28. Juni 1996              | 21. April 1997               |
| Minister für Textilien                                      | R. L. Jalappa                           | JD              | 5. Juli 1996               | 21. April 1997               |
| Kommunikationsminister                                      | Beni Prasad Verma                       | SP              | 10. Juli 1996              | 21. April 1997               |